# 佐久間盛庸
佐久間 盛庸（さくま もりつね、享保12年（1727年） - 天明3年5月26日（1783年6月25日））は、江戸時代の旗本。佐久間氏の一族。実は水野善右衛門勝宥（勝庸？）の三男。佐久間勝忠の娘を娶り、養子となった。通称は久右衛門。
明和2年（1765年）11月5日、家督（200俵）を相続した。
法名は佛山。墓所は二本榎廣岳院。